# Kirsten Hastrup
Kirsten Blinkenberg Hastrup (ur. 20 lutego 1948 w Kopenhadze) – duńska antropolożka społeczna, emerytowana profesor Uniwersytetu Kopenhaskiego i członkini Akademii Brytyjskiej.

## Życiorys
Urodziła się 20 lutego 1948 w Kopenhadze, jako jedna z pięciu córek lekarza Benta Faurschou Hastrupa (1922–1985) i jego żony Else Blinkenberg, pedagog. Po maturze w 1965 roku w Aarhus Cathedral School studiowała geografię i biologię na Uniwersytecie w Aarhus. Następnie studiowała etnografię na Uniwersytecie w Kopenhadze, otrzymując w 1973 tytuł magistra. W 1968 poślubiła swojego kolegę Jana Ovesena, z którym miała czworo dzieci.
Razem z dziećmi przeniosła się na Uniwersytet Oksfordzki w 1974, rozpoczynając studia doktoranckie, które zaprowadziły ją do miejscowości Assam w Indiach. W Wielkiej Brytanii szczególny wpływ na nią wywarł Edwin Ardener, kierując ją w stronę badań etnohistorycznych. Hastrup jest znana także z opracowań poświęconych teorii i metodologii antropologii.
Badania terenowe prowadziła przede wszystkim na Islandii, zajmując się zarówno współczesnością, jak i sięgającą średniowiecza historią wyspy oraz jej mieszkańców. W ostatnim czasie swoją uwagę koncentruje na Grenlandii, gdzie kieruje projektem badającym wpływ środowiska (klimatu, katastrof naturalnych) na rozwój społeczeństwa.
15 listopada 2013 została odznaczona krzyżem kawalerskim I klasy Orderu Danebroga.

## Nagrody
Kirsten Hastrup otrzymała szereg nagród, w tym:
- 2010: Nagroda Ebbe Muncka za biografię polarnika Knuda Rasmussena
- 2012: Nagroda Gad Rausing za wybitne badania humanitarne przyznana przez Szwedzką Akademię Literatury, Historii i Starożytności

Jako badaczka jest członkinią Akademii Brytyjskiej i Norweskiej Akademii Nauki i Literatury.

## Książki
- 1985 Culture and History in Medieval Iceland
- 1990 Nature and Policy in Iceland 1400-1800
- 1990 Islands of Anthropology
- 1995 A Passage to Anthropology
- 1998 A Place Apart

## Publikacje po polsku
- Droga do antropologii. Między doświadczeniem a teorią. tłum. Ewa Klekot, Kraków: Wydawnictwo UJ (2008)
- Natura jako przestrzeń historyczna, Konteksty 1994
- Przedstawianie przeszłości. Uwagi na temat mitu i historii, Konteksty 1997
- Poza antropologią. Antropolog jako przedmiot przedstawienia dramatycznego, Konteksty 1998
- O ugruntowywaniu się światów